# Catedral de San Agustín (Puerto Elizabeth)
La Catedral de San Agustín o simplemente Catedral Católica de Puerto Elizabeth (en inglés: Cathedral of St. Augustine) es el nombre que recibe un edificio religioso afiliado a la Iglesia Católica que se encuentra ubicado en Prospect Hill, en la ciudad de Puerto Elizabeth parte de la Provincia Oriental del Cabo en la costa del país africano de Sudáfrica.
La primera piedra de la actual estructura de estilo gótico fue colocada en 1861 bajo el impulso del padre Thomas Murphy, siendo terminada y consagrada en 1866.
La congregación sigue el rito romano o latino y el templo es la iglesia madre de la diócesis de Puerto Elizabeth (Dioecesis Portus Elizabethensis) que obtuvo su actual nombre en 1939 y recibió el estatus de diócesis en 1951 mediante la bula "Suprema Nobis" del papa Pío XII.
Esta bajo la responsabilidad pastoral del obispo Vincent Mduduzi Zungu.